# Велимир Вукићевић
Велимир Вукићевић (Опарић, 11. јул 1871 — Београд, 27. новембар 1930) био је српски политичар. Вукићевић је био председник владе Краљевине Југославије од 17. априла 1927. године до 28. јула 1928. године. Био је члан Народне радикалне странке Николе Пашића.

## Биографија
Као професор Гимназије у Пироту ушао је у политички живот Краљевине Србије. Од избора 1906. године постаје народни посланик, и увек ће ту бити биран, као представник Пиротског округа. Први пут је нашао у Влади, децембра 1921. године, као министар грађевина под председништвом Пашића. Од 1922. до јула 1924. године био је министар пошта и телеграфа. Када је "пала" Влада Љубе Давидовића новембра 1924. године, примио је ранији ресор и у новом саставу. У Пашићевој коалиционој влади са Радићем, за њега је било резервисано место министра просвете.
Био је 1927-1928. године председник коалиционе владе Радикала и Демократа, а његов мандат је уследио после мандата Николе Узуновића. Спровео је скупштинске изборе са бившом Демократском странком. Он је мандат за састав владе добио поверењем краља Александра, са жељом да влада радикала и демократа донесе више стабилности. Вукићевића је као председника владе Краљевине Југославије, почетком 1928. године заменио др Антон Корошец.
За време Вукићевићевог мандата политички односи у Краљевини СХС су се дошли до усијања. Опструкцију су изазивали Хрватска сељачка странка и Самостална демократска странка резолуцијама, питањима председнику Народне скупштине, интерпелацијама и оптужбама против министара у Вукићевићевој влади. Радикалски посланик Пуниша Рачић је 20. јуна 1928. после оштре препирке са послаником ХСС Иван Пернар пуцао и убио посланике ХСС Павла Радића и Ђуру Басаричека и тешко ранио Стјепана Радића, који је касније подлегао повредама. Атентат у Народној скупштини је довео до парализе политичког живота у држави.
Велимир Вукићевић никада није имао већег утицаја у Радикалној странци.
Преминуо је 27. новембра 1930. године од "срчане капи", и сахрањен је на београдском гробљу.